# Piggy Bank
"Piggy Bank" is de vijfde track van The Massacre, het tweede album van Amerikaanse rapper 50 Cent. De track is geproduceerd door Needlz en is een diss naar een aantal collega rappers, waaronder Fat Joe, Jadakiss en Ja Rule. Ook Shyne, Kelis, Lil' Kim en Nas worden onder vuur genomen. Verder worden 2Pac, Michael Jackson, Jay-Z en Mobb Deep in het nummer genoemd, weliswaar niet negatief. "Piggy Bank" haalde door alle aandacht positie #88 in de Billboard Hot 100 en wordt gezien als de beste disstrack van 50 Cent tot nu toe, omdat hij in zijn eentje een grote massa rappers aanvalt, volgens zijn fans met succes.

## Credits[1]
- Geschreven door: C. Jackson, K. Cain
- Geproduceerd door: Needlz voor Dry Rain Entertainment
- Gemixt door: Sha Money XL voor Teamwork Music
- Opgenomen door: Adam Hawkins & Alex Ortiz
- Achtergrondvocalen door: Traci Nelson & Barbara Wilson

## Verwijzingen naar rappers

### Jadakiss
In de zin "Jada don't fuck with me, if you wanna eat; Cuz I'll do yo lil ass like Jay did Mobb Deep" waarschuwt 50 Jadakiss dat hij hem onderuit zal halen net als Jay-Z destijds bij Mobb Deep deed. In 2001 viel Jay-Z met de track "Takeover" met name Prodigy van Mobb Deep aan, wat velen beschouwen als de ondergang van de carrière van het rapduo. Hoewel deze zin eerst ook als diss naar Mobb Deep werd gezien, bewees 50 Cent het tegendeel door het rapduo in 2005 te tekenen bij zijn eigen G-Unit Records.

### Fat Joe
"That fat nigga thought "Lean Back" was "In Da Club"; My shit sold 11 mill, his shit was a dud", is een zin uit "Piggy Bank" waarin 50 Cent wijst op het feit dat rapper Fat Joe beweerde dat zijn Terror Squad-hit "Lean Back" hetzelfde niveau had als "In Da Club", de internationale doorbraak van 50 Cent. 50 wijst Fat Joe erop dat 50's album, Get Rich or Die Tryin', wereldwijd 11 miljoen platen verkocht, terwijl True Story, het album waar "Lean Back" op stond, nauwelijks presteerde.

### Shyne
In de zin "Shyne poppin' off his mouth from a cell; He don't want it with me, he in PC; I can have a nigga run up on him wit a shank", waarschuwt 50 Cent zijn collega Shyne dat hij genoeg geld heeft om iemand Shyne te laten aanvallen met een zogenaamde 'shank', een simpel mesje om een keel door te snijden.

### Lil' Kim
50 valt Lil' Kim aan, waar hij in 2002 nog de hit "Magic Stick" mee opnam, met de zin "Freak bitch look like Kim before the surgery", een verwijzing naar de borstvergroting die de vrouwelijke rapper onderging, wat volgens 50 Cent niet tot een beter resultaat had geleid. De 'beef' tussen 50 Cent en Lil' Kim kwam in 2007 ten einde, toen G-Unit rapper Young Buck de twee weer bij elkaar bracht. De track "Wanna Lick" van 50 Cent en Lil' Kim staat op het G-Unit album Shoot To Kill.

### Nas&Kelis
De zin "Kelis said her milkshake bring all the boys to the yard, then Nas went and tattooed the bitch on his arm" verwijst naar de 2003-hit "Milkshake" van Kelis, waarin zij beweert alle mannen in haar macht te krijgen met het schudden van haar borsten, en Nas die in de video met een tattoage van zijn vriendin Kelis op zijn arm te zien is.

## Video
De video van de track is volledig geanimeerd en begint met een jongen met G-Unit-kleding die een gokhal binnenloopt en aan het spel 'Rapper Knock-out' begint. In het spel is een overdreven dikke Fat Joe te zien als '1st challenge', die eerst bang wegrent van de angstaanjagend uitziende 50 Cent, en vervolgens door zijn opponent kansloos in elkaar wordt geslagen.
Dan verschijnt Jadakiss als 'Next challenger', die eruitziet als een soort dikke versie van een Teenage Mutant Ninja Turtle. Ook deze wordt in luttele seconden tegen de grond geslagen.
De zin "Banks shit sells, Buck shit sells, Game shit sells, I'm rich as hell" is een verwijzing naar al het geld dat hij verdient met het succes van zijn G-Unit collega's. Toen de track werd opgenomen was The Game nog lid van G-Unit Records. Echter toen de video werd opgenomen was The Game inmiddels uit G-Unit gezet, en waren de twee verwikkeld in een hevige strijd. In de video is tijdens bovenstaande zin een aardappel te zien met het gezicht van The Game, en een bandje om met de tekst 'Wanksta'. Later in de video is nog een pakketje te zien waarin diezelfde 'The Game-aardappel' te koop wordt aangeboden. Op het pakketje zijn teksten te zien als "Free butterfly tattoo and tongue ring" (een verwijzing naar de tattoage die The Game had laten zetten om de verandering van zijn leven te laten zien, in de vorm van een vlinder -die hij inmiddels heeft laten verwijderen-, en de tong piercing die The Game heeft), "Assembly required" (een aanduiding dat aansluiting met The Game verplicht is om het 'cadeau' in ontvangst te nemen), "Certified wanksta" (een bewering dat The Game officieel is bekroond met de titel 'Wanksta', een term die wordt gebruikt voor een arrogante egocentrische 'patser'), "Press it to name drop your favorite rapper!" (een vaardigheid die het speelgoed zou hebben om de naam van diens favoriete rapper op te noemen) en "Press it twice do diss & apologize" (een verwijzing naar het feit dat The Game in de periode dat de ruzie oplaaide enkele keren 50 Cent of G-Unit uitschold en vervolgens weer zijn excuses aanbood).
Tijdens de zin "Shyne poppin' off his mouth from a cell; He don't want it with me, he in PC; I can have a nigga run up on him wit a shank" is de rapper in kwestie te zien achter tralies, terwijl hij helemaal doordraait.
Nas wordt later in de video nog uitgebeeld als een enigszins nederig mannetje met een 'Superman-pak', die achter een melkbus, genaamd 'Milkshake', aanrent, wat weer wijst op de hit "Milkshake" van Nas' vriendin Kelis. Na enige seconden te melkbus achtervolgd te hebben, maakt Nas een snoekduik in een poging de melkbus bij te houden, grijpt mis en valt op straat.
Ook de rapper Cassidy wordt nog in de video aangevallen. De rapper is in een roze vest te zien met de tekst "I'm a hustler", een verwijzing naar de gelijknamige hit van Cassidy. De rapper bokst wild voor zich uit op een metrostation, maar op het moment dat hij een klap krijgt van klein jongetje met G-Unit-kleding, verkrampt hij en gaat hij naar de grond.
Verder zijn G-Unit-leden Lloyd Banks, Young Buck en Tony Yayo te zien, en wordt de cover van 50 Cent's 2002-mixtape Guess Who's Back verschillende keren getoond, met de titel 'Guess Who's Back' vervangen door 'Piggy Bank'.
Aan het eind van de video zijn nog beelden te zien van een dansende Fat Joe en Jadakiss die met wellustige blikken een pizzastuk naar binnen werkt. Het laatste beeld is een gebouw met daarop afbeeldingen van de net nieuw bij G-Unit Records getekende rapduo's Mobb Deep en M.O.P..